# Ermita de San Marcial de Limoges (Femés)
La ermita de San Marcial de Limoges también llamada Ermita de San Marcial del Rubicón es una pequeña ermita situada en el pequeño pueblo de Femés en el municipio de Yaiza (Lanzarote, España). En la ermita se venera la imagen de San Marcial de Limoges, patrono de Lanzarote y compatrono de la Diócesis de Canarias.

## Historia
La ermita tiene su origen en la antigua Catedral de San Marcial de Limoges que fue la primera catedral erigida en las Islas Canarias, gracias a una Bula del papa Benedicto XIII llamada Romanus Pontifex en la que instituía la Diócesis de San Marcial del Rubicón o Diócesis Rubicense en 1404.
Esta catedral que se encontraba en la costa, fue destruida por piratas ingleses en el siglo XVI. Precisamente por estar expuesta a ataques piráticos la sede diocesana se había trasladado en 1483 a Las Palmas de Gran Canaria y el nombre de la diócesis fue modificado pasando a llamarse Diócesis Canariense-Rubicense, también conocida actualmente como Diócesis de Canarias.

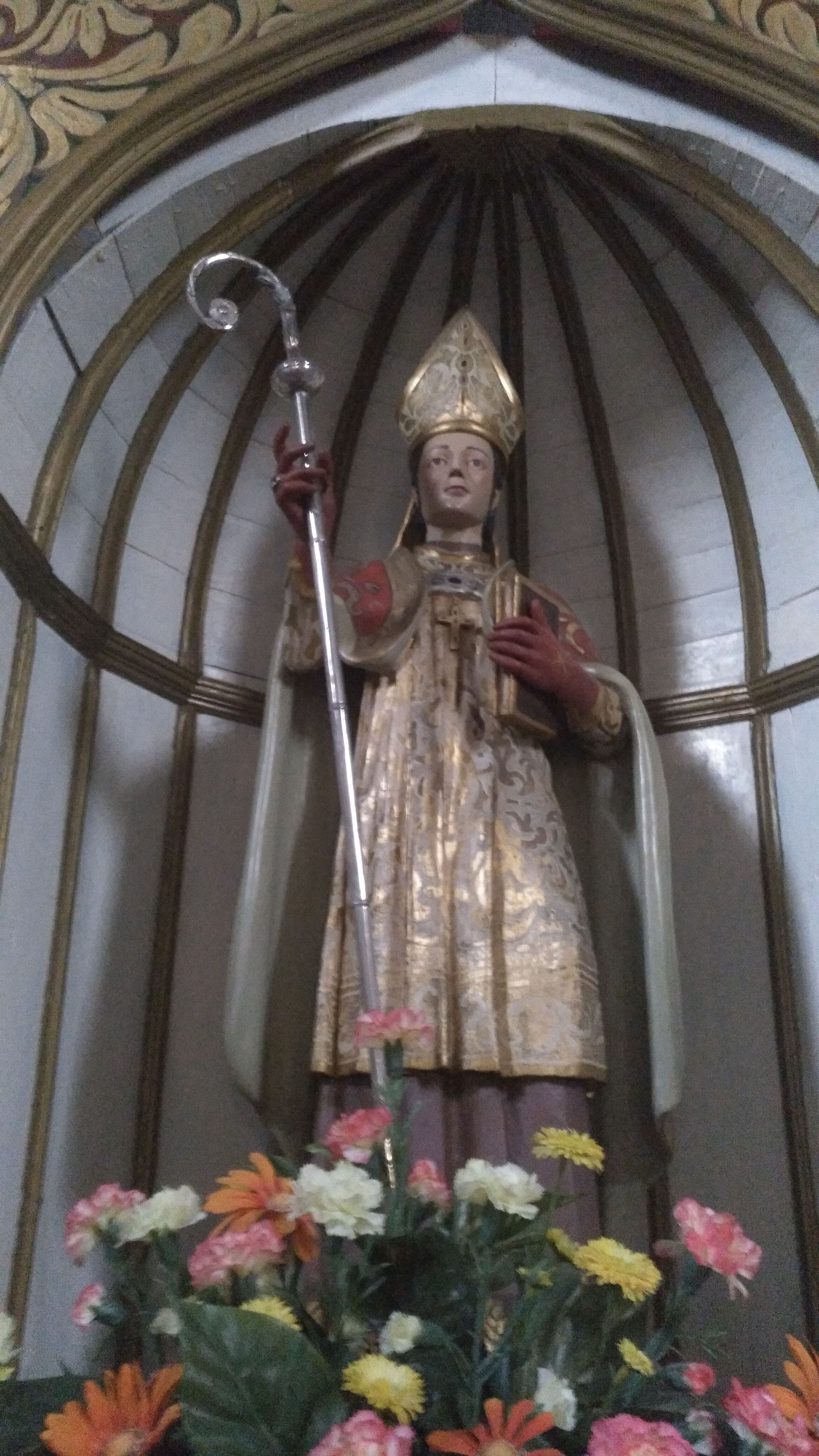
Imagen de San Marcial de Limoges, patrono de la isla de Lanzarote.

Más tarde se construye otro templo a San Marcial, esta vez en un lugar situado a más altitud, a 350 metros sobre el nivel del mar, justo debajo de la montaña llamada la "Atalaya de Femés". En el momento de las grandes erupciones volcánicas de 1730 y 1736, la iglesia actuó como refugio para muchas personas. El templo también sirvió como sanatorio y orfanato para niños.
Dentro de la ermita se encuentra la imagen de madera policromada de San Marcial, realizada en 1734 por el escultor tinerfeño Sebastián Fernández Méndez. Su retablo que preside el altar mayor, fue realizado por el también tinerfeño José Camacho. El templo es de una sola nave, con un arco de piedra que separa la capilla mayor o altar de la citada nave.
Además de ser el patrono de la isla de Lanzarote, San Marcial de Limoges es actualmente uno de los dos compatronos de la Diócesis de Canarias, conjuntamente con San Antonio María Claret. La patrona principal de esta Diócesis es desde 1914, la Virgen del Pino. Sin bien, originalmente San Marcial fue considerado patrono principal del obispado desde la creación del mismo en 1404 por el Papa Benedicto XIII.

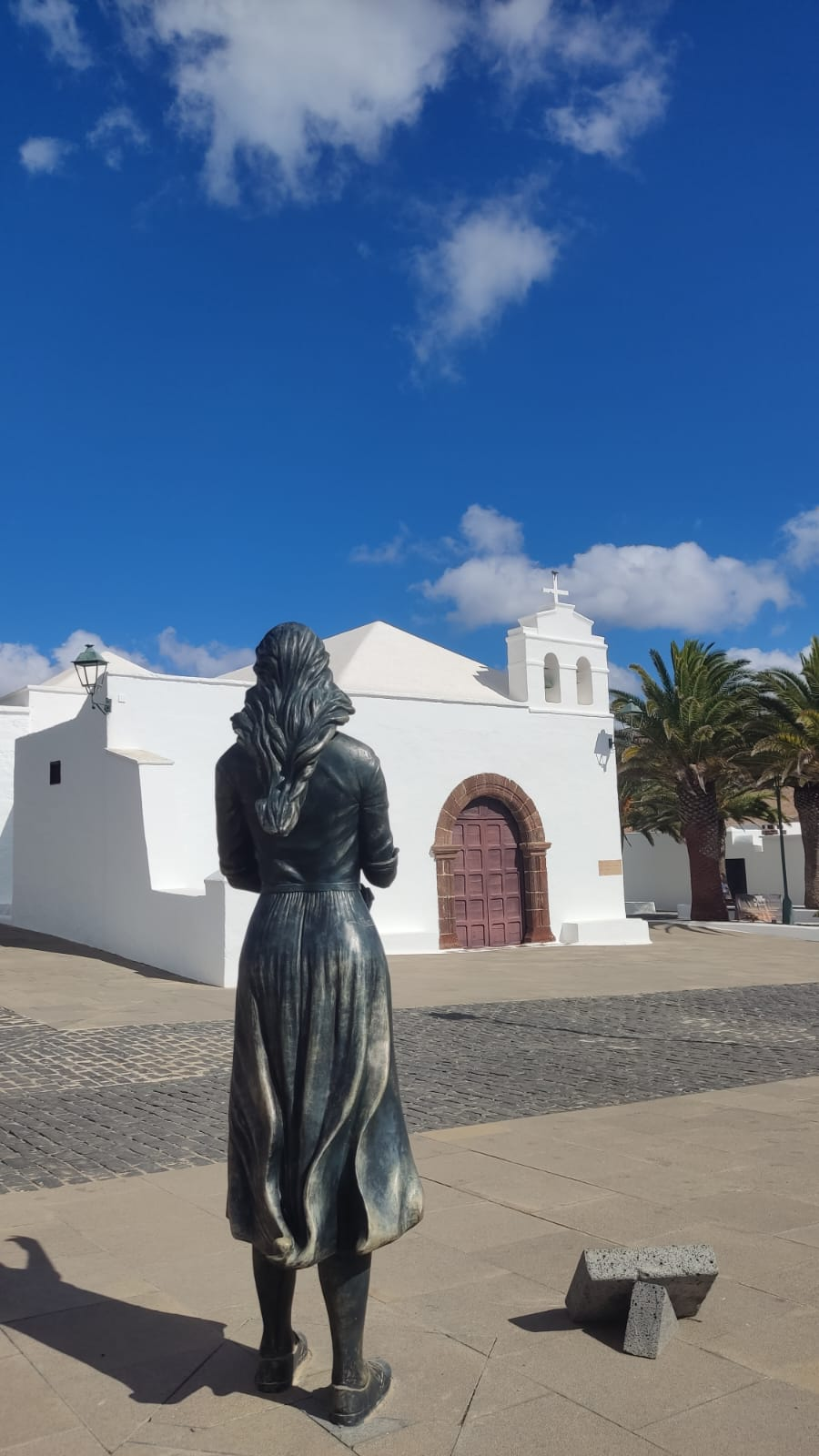
Ermita de Femés y monumento a Mararía

## Fiestas
Aunque la festividad de San Marcial de Limoges es, según el calendario católico el 30 de junio, en Femés tradicionalmente se celebra cada 7 de julio, por ser este el día del aniversario de la creación de la Diócesis de San Marcial del Rubicón.
Ese día se realizan diferentes actividades en el pueblo. Entre ellas destacan la Solemne Eucaristía presidida por el obispo y la posterior procesión de la imagen del Santo por las calles. La de San Marcial es la festividad religiosa más importante de la isla de Lanzarote, tras la de la Virgen de los Dolores (Patrona de Lanzarote) que se celebra cada 15 de septiembre en el municipio de Tinajo.
Otra fiesta destacada celebrada en la ermita es la de la Virgen del Rosario. Se celebra con diversos actos durante el mes de octubre, siendo su día principal el 7 de octubre. Como actos destacados están: la eucaristía, la romería y la procesión en honor a la Virgen.